# Rheinisch-Westfälische Wohnstätten
Die Rheinisch-Westfälische Wohnstätten AG war ein Immobilienunternehmen im Ruhrgebiet. Die größte Beteiligung besaß zwischenzeitlich die Gelsenkirchener Bergwerks-AG, Essen.
Eine kleine Episode in der Geschichte des Unternehmens war der Widerstand der Bewohner, als das Unternehmen 1974 die Siedlung Flöz Dickebank in Gelsenkirchen abreißen lassen wollte. Die Siedlung blieb erhalten.
Im Jahre 1974 erfolgte der Zusammenschluss von Westdeutsche Wohnhäuser AG, Rheinisch-Westfälische Wohnstätten AG, Westfälische Wohnstätten AG und Ruhrwohnungsbau GmbH zur Unternehmensgruppe Wohnstätten, später VEBA Immobilien. Diese wurde von der Deutsche Annington Immobilien AG übernommen, die seit 2015 Vonovia heißt.